# Квитченко, Елена
Елена Квитченко — фигуристка из СССР, бронзовый призёр чемпионатов СССР 1987—1989 годов, участница чемпионата Европы и чемпионата мира 1989 года в парном катании. Мастер спорта СССР международного класса. Представляла Ленинград.
Квитченко и Кадыркаев тренировались у Игоря Москвина. Они выиграли зимнюю Универсиаду 1987 года, в турнире на призы газеты «Московские новости» в 1986 году. Москвин ставил в программу исключительно оригинальные элементы и их комбинации, напр. выброс тройной сальхов и на выезде - прыжок двойной аксель, впервые в одной программе два тройных прыжка тулуп и сальхов, оригинальная реверс-поддержка с вращением в другую сторону, но особенно уникальной была комбинация поддержки и сразу на выходе из неё - тодес. Однако острейшая конкуренция на соревнованиях внутри страны позволила пробиться в сборную СССР только в одном сезоне - 1988/89.
В 1989 году пара перешла в профессионалы и гастролировала с шоу «Ice Capades».

## Спортивные достижения
| Соревнования/Сезоны              | 1986—1987 | 1987—1988 | 1988—1989 |
| -------------------------------- | --------- | --------- | --------- |
| Чемпионаты мира                  |           |           | 6         |
| Чемпионаты Европы                |           |           | 4         |
| Чемпионаты СССР                  | 3         | 3         | 3         |
| Skate Canada International       | 4         | 2         |           |
| Приз газеты «Московский новости» | 1         |           |           |
| Зимние Универсиады               | 1         |           |           |